# Acrochila biserialis
Acrochila biserialis är en bladmossart som först beskrevs av Johann Bernhard Wilhelm Lindenberg, och fick sitt nu gällande namn av Riclef Grolle. Acrochila biserialis ingår i släktet Acrochila och familjen Plagiochilaceae. Inga underarter finns listade i Catalogue of Life.